# Girolata (traghetto)
Il Girolata è un traghetto appartenente alla compagnia di navigazione La Méridionale.

## Servizio
Varato il 15 dicembre 1994 nel cantiere svedese Bruce Shipyard di Landskrona con il nome di Aretousa, viene rimorchiato nel cantiere navale norvegese Fosen Mekaniske Verksted di Rissa, dove viene completato ed allestito.
Il 9 giugno 1995 viene consegnato alla greca Minoan Lines, entrando in servizio dall'8 luglio dello stesso anno sulla Patrasso-Ancona.
Dal 14 gennaio 1998 viene impiegato sulla Patrasso-Igoumenitsa-Corfù-Venezia.
Nella notte tra il 6 ed il 7 giugno 2001, durante la navigazione verso Venezia, scoppia un incendio nella sala macchine del traghetto, che viene evacuato ed i passeggeri trasferiti sul Phasiphae Palace.
Il 10 giugno viene rimorchiato fino al Pireo a rimorchio e dal 26 giugno torna regolarmente in servizio.
Nel dicembre del 2001 viene acquistato dalla francese La Méridionale, alla quale passa il 18 gennaio 2002 e viene ribattezzato Girolata, partendo per Marsiglia, dove arriverà il 21 gennaio entrando in cantiere per lavori di adeguamento alla flotta.
Il 6 marzo 2002 viene presentato al pubblico a Bastia e dall'11 marzo entra in linea tra Marsiglia, Bastia e Ajaccio.

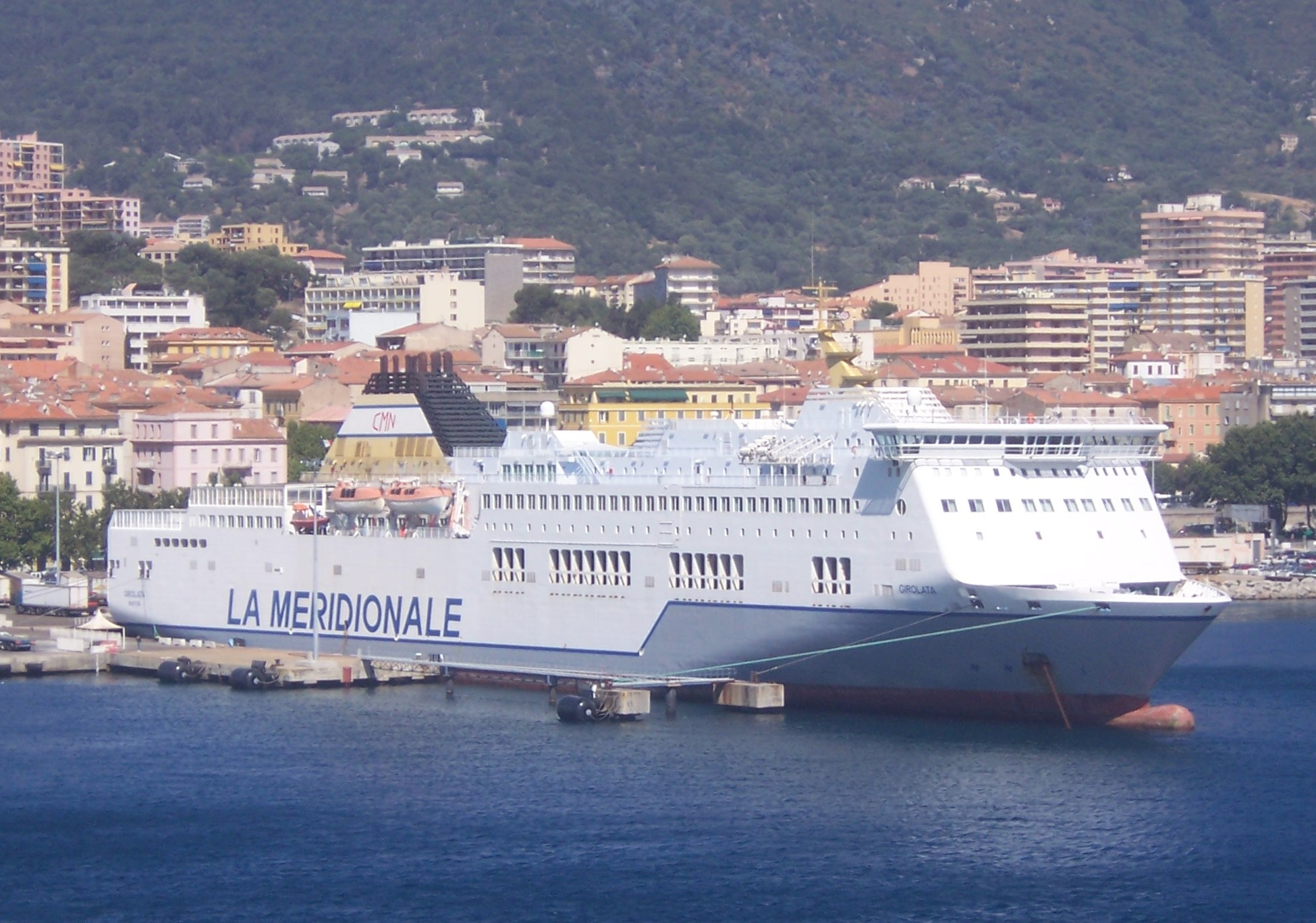
Il Girolata ormeggiato ad Ajaccio nel 2006 con la vecchia livrea.

Il 24 ottobre 2019 viene annunciato il noleggio del traghetto alla GNV, prendendo servizio da gennaio a settembre 2020 in time charter sulle linee da Civitavecchia a Palermo e Termini Imerese.

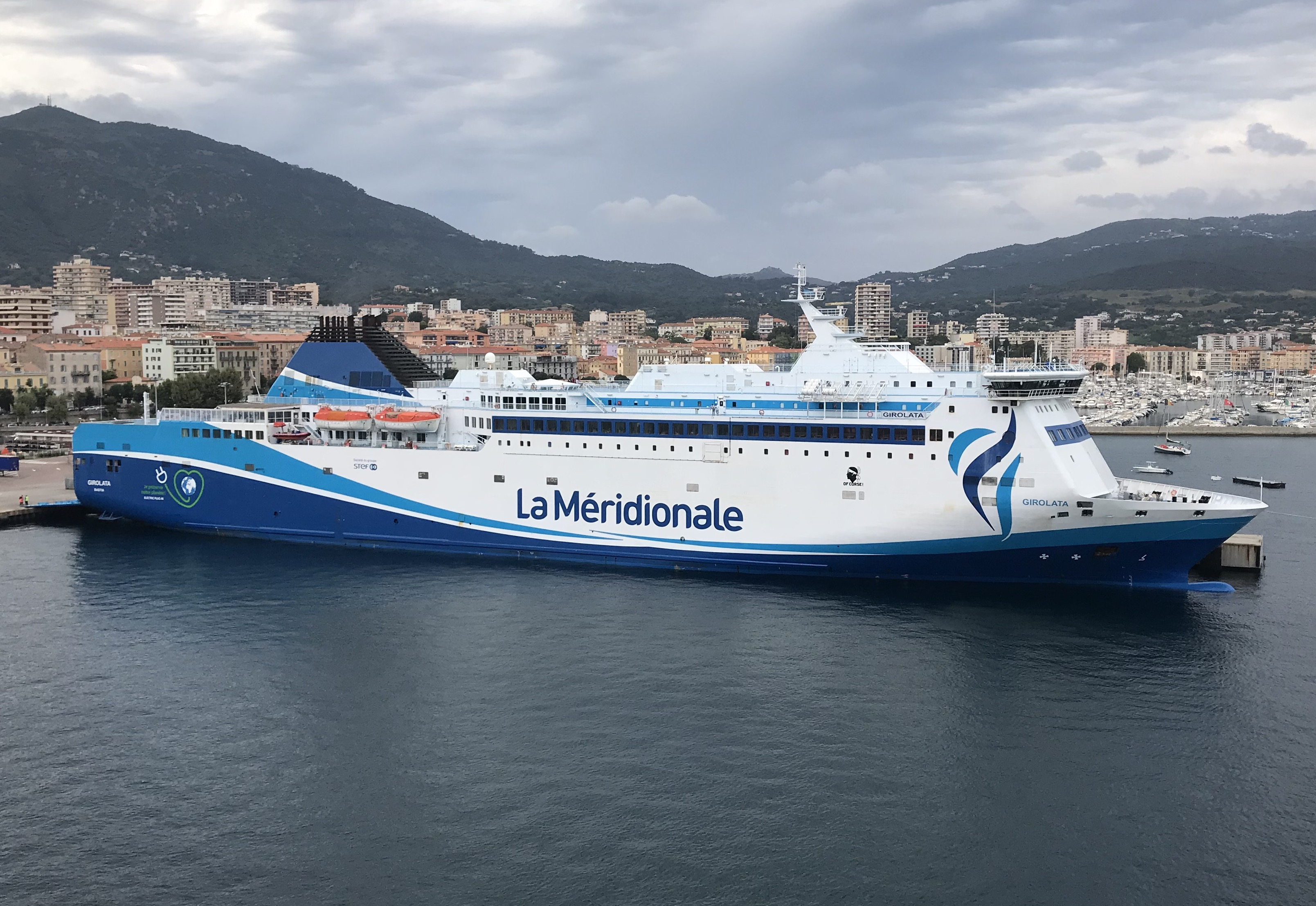
Il Girolata ormeggiato ad Ajaccio nel 2018.

Dal 2 dicembre 2020 al 2022 opera sulla Marsiglia-Tangeri Med, venendo sostituito dal Pelagos.
Dal 2023 opera tra Marsiglia e Porto Vecchio.
Il 27 marzo 2023, a causa dello sciopero nazionale in Francia che ha coinvolto anche il porto di Marsiglia, esegue uno scalo eccezionale nel porto di Livorno per bunkeraggio.

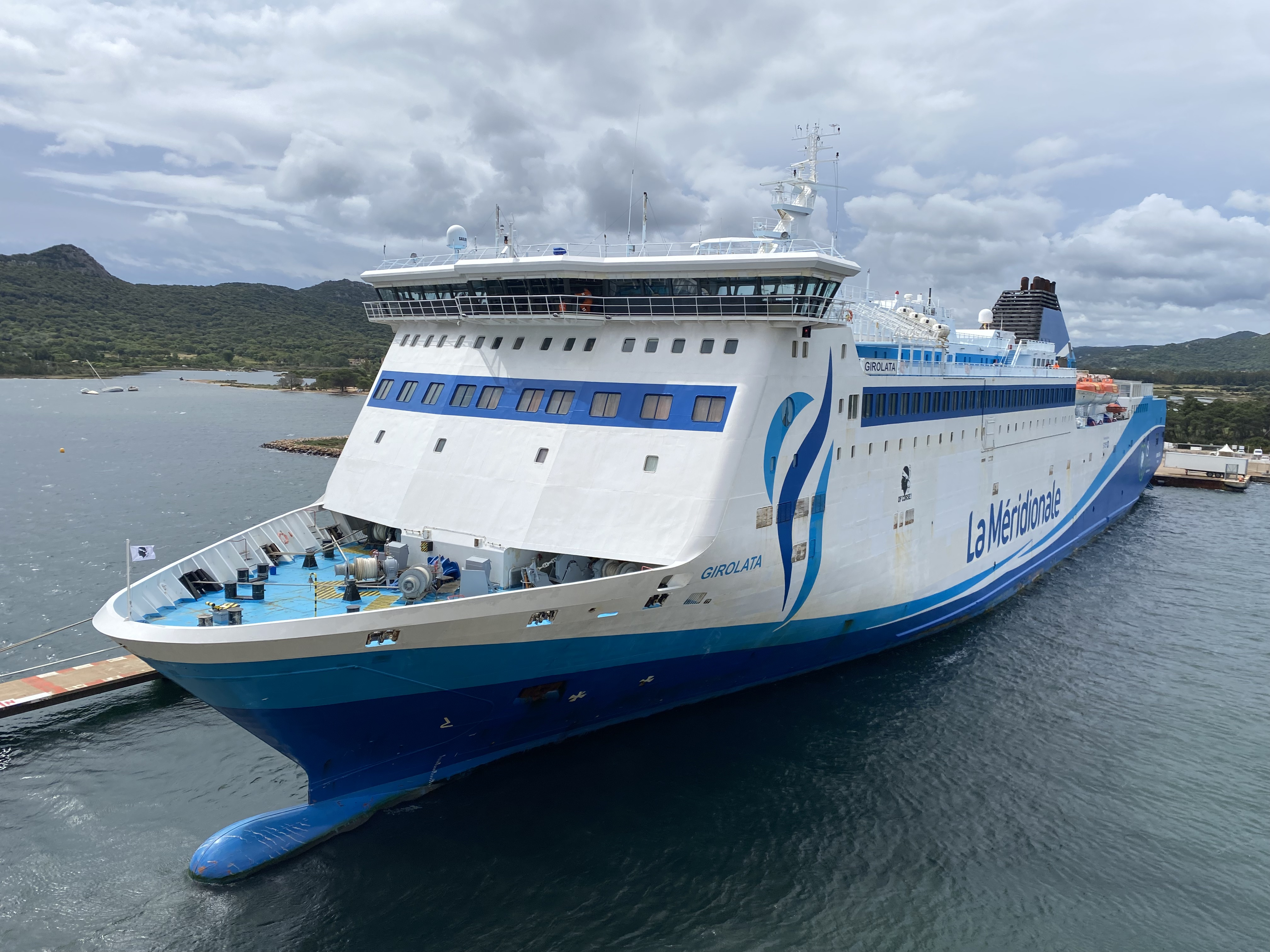
Il Girolata ormeggiato a Porto Vecchio a maggio 2023.